# Wostoksee

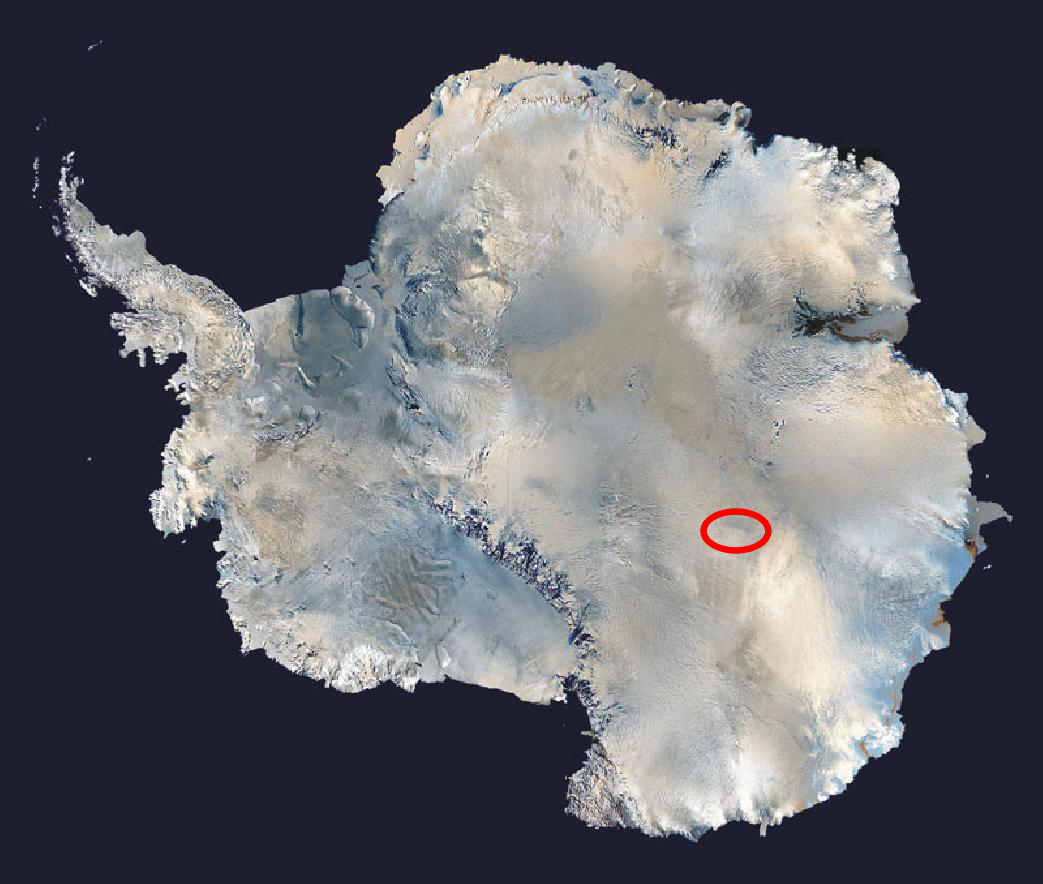
Position des Wostoksees in der Antarktis

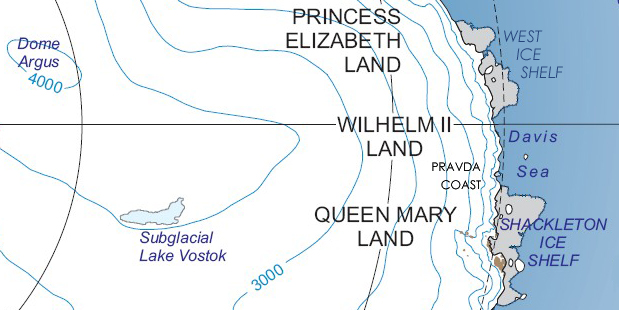
Kartenausschnitt mit Subglacial Lake Vostok

Der Wostoksee ist der größte von mehr als 370 bisher bekannten subglazialen Seen unter dem Eisschild Antarktikas. Der Süßwassersee liegt in einer Tiefe von 3700 bis 4100 Metern unter dem Eis und erstreckt sich von der namensgebenden russischen Wostok-Station fast 250 Kilometer nach Norden, ist 50 Kilometer breit und hat eine Wassertiefe von bis zu 1200 Metern.

## Entdeckung

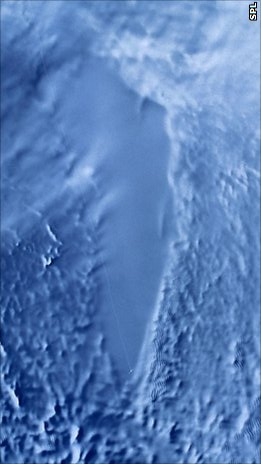
Radaraufnahme (RADARSAT-1) des Wostoksees aus dem All:
Das Eis über dem See besitzt eine glatte Oberfläche

Andrei Kapiza, ein Wissenschaftler der Wostok-Station, entwickelte bereits Ende der 1950er Jahre die These über die Existenz eines Sees unter der Station, konnte sie aber nicht beweisen. Erst Weihnachten 1974 konnte diese These durch ein schottisches Team erhärtet werden, dem bei der radargestützten Untersuchung der Gletscheroberfläche ein besonders ebener Bereich aufgefallen war. Die Existenz des Sees wurde 1996 durch ein russisch-britisches Team durch Kombination verschiedener Daten zweifelsfrei bestätigt, unter anderem durch luftgestützte Radarmessungen, die tief ins Eis hineinreichten, weltraumgestützte Radar-Höhenmessungen und Analyse erzeugter seismischer Wellen.

## Geographie
Aufgrund seiner Lage tief unter dem Eis handelt es sich um den wohl unberührtesten und ursprünglichsten See der Erde. Dass er trotz seiner Durchschnittstemperatur von −3 °C nicht durchgefroren ist, ist auf den hohen Druck von etwa 35 bis 40 Megapascal unter der Eisdecke zurückzuführen, der den Gefrierpunkt von Wasser auf −2,7 °C bis −3,1 °C sinken lässt.
| Lage                      | 77° 0′ S, 105° 0′ O |
| Länge                     | 250 km              |
| Breite                    | 40–50 km            |
| Fläche                    | 15.690 km²          |
| Tiefe (unter dem Eis)     | 3700–4100 m         |
| Tiefe (des Wasserbeckens) | 400–1000 m          |
| Mittlere Tiefe            | 344 m               |
| Volumen                   | 5.400 km³           |
| Temperatur                | −3 °C               |

Das Alter des Eises wurde auf 420.000 Jahre geschätzt.
Der über dem See liegende Gletscher bewegt sich mit geringer Geschwindigkeit und bringt Sedimente in den See. Auf der „ausströmenden Seite“ des Gletschers gefriert das Wasser des Sees. Dies führt zu einer Höhendifferenz der beiden Seeseiten von mehr als 400 Metern. Auch der Boden des Sees ist nicht eben, sondern es erheben sich „Inseln“ über die Oberfläche des Sees in das Eis hinein.
Der Wostoksee bietet einen extremen Lebensraum. Er liegt in vollkommener Dunkelheit. Neben der extrem niedrigen Temperatur seines Wassers ist dessen Sauerstoffgehalt extrem hoch, nämlich etwa 50 mal höher als in normalem Süßwasser. Die Ursache dafür ist zum einen der hohe Druck von 355 bar, zum anderen das Vorkommen von Klathraten, bei denen der gasförmige Sauerstoff in eine Eisstruktur eingelagert ist.
Trotzdem scheint der Wostoksee, wie Analysen von DNA- und RNA-Sequenzen zeigen, einen erstaunlichen Artenreichtum zu beherbergen. Bei Untersuchungen von Eisproben aus 3563 bis 3621 Meter Tiefe, die von aus Seewasser entstandenem Akkretionseis stammen, fand sich Erbgut von tausenden verschiedenen Organismen, von denen 94 Prozent zu den Bakterien und 6 Prozent zu Eukaryoten, meist von Pilzen, gehörten. Nur zwei Sequenzen stammen von Archaeen. Da sich auch DNA von Parasiten fand, ist zudem die Existenz von höheren, vielzelligen Tieren wie Würmern, Seeanemonen, Krebsen und sogar Fischen nicht ausgeschlossen.

### Gezeitenkräfte im Wostoksee
Im April 2005 untersuchten deutsche, russische und japanische Forscher die Wirkung der Gezeitenkräfte auf den See. Abhängig vom Stand der Sonne und des Mondes beträgt der Tidenhub dort zwischen 1 und 2 Zentimeter. Das Forscherteam vermutet, dass die Gezeitenkräfte für das Überleben von Mikroorganismen notwendige Strömungen erzeugen.

## Forschungsgeschichte
1957 errichteten sowjetische Forscher die Wostok-Station zur Erforschung der irdischen Klimageschichte. 1983 wurde dort mit −89,2 °C die niedrigste jemals gemessene Außentemperatur auf der Erde registriert.
1990 wurde an der Wostok-Forschungsstation ein Gemeinschaftsprojekt zur Gewinnung eines Eisbohrkernes für die Klimaforschung unter russischer, französischer und US-amerikanischer Beteiligung gestartet. Wie sich später herausstellte, befindet sich die Bohrung genau über dem Wostoksee. Die Bohrung wurde bis zu einer Teufe von 3623 Metern geführt und erst im Januar 1998 aufgrund eines internationalen Abkommens etwa 130 Meter über dem See gestoppt, um eine Kontamination des Sees zu vermeiden. Ein Grund war, dass Kerosin und Freon eingesetzt wurden, um das Bohrloch offen zu halten. Bei der Analyse der Bohrkerne stellte sich heraus, dass die letzten 60 Meter vor dem Stopp nicht mehr aus Gletschereis, sondern aus akkretiertem Eis (gefrorenes Wasser des Wostoksees) bestehen. Die meisten bisherigen Erkenntnisse über den Wostoksee stammen aus dieser Bohrung.
Sollte es bei der Erforschung des Sees zu einer Kontamination des Sees durch die Einbringung von Bakterien kommen, wären die dabei gewonnenen Ergebnisse nahezu wertlos und auch die Auswertung späterer Forschungsmissionen würde deutlich erschwert, wenn überhaupt noch brauchbare Erkenntnisse gewonnen werden können.

### Bohrung des Arktischen und Antarktischen Forschungsinstituts

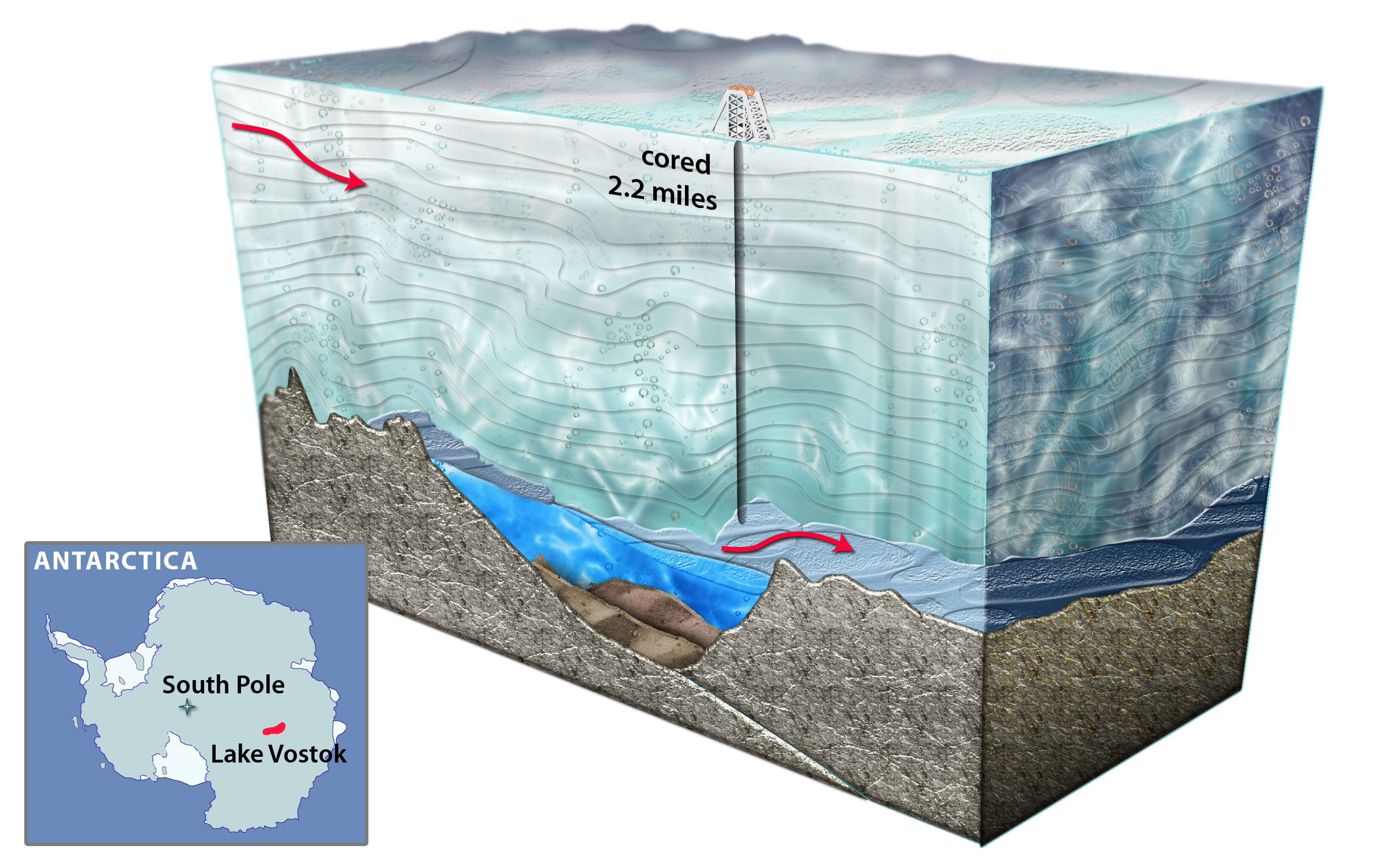
Schematische Darstellung der Bohrung zum Wostoksee von 2011

Trotz der wissenschaftlichen Bedenken kündigte das Arktische und Antarktische Forschungsinstitut Anfang Januar 2011 in Sankt Petersburg an, den See anzubohren und Proben zu entnehmen. Die benutzte Methode soll eine Kontamination ausschließen. Dazu wird 20 bis 30 Meter über der Oberfläche der mechanische Bohrkopf durch einen thermischen ersetzt, der sich dann bis zum See durchschmilzt. Bei Erreichen der Oberfläche soll der Bohrkopf durch das unter Druck stehende Wasser wieder in das Bohrloch gedrückt werden und das Wasser im Bohrloch gefrieren. Bei einer Folgebohrung werden aus diesem gefrorenen Seewasser Proben gewonnen.
Am 5. Februar 2011 musste die Bohrung kurz vor Erreichen des Sees wegen des einsetzenden antarktischen Winters vorläufig unterbrochen werden. Im darauffolgenden Sommer, im Januar 2012, setzte das russische Team die Bohrung fort. Am 6. Februar 2012 erreichten sie die Oberfläche des Wostoksees unter einer 3768 Meter dicken Eisdecke. Das Seewasser strömte in das Bohrloch ein und gefror darin. Aus diesem gefrorenen Seewasser wurden einige Monate später Bohrkernproben entnommen. Diese Proben wurden zur Analyse per Schiff nach Russland transportiert. Ergebnisse daraus wurden für Ende 2013 oder Anfang 2014 erwartet.

### Weitere Projekte und Untersuchungen
Parallel dazu fanden andere Untersuchungen statt. Im Oktober 2012 ergaben Analysen von Wasserproben keine Funde von Leben. Es wurde jedoch nicht ausgeschlossen, dass sich in tieferen Wasserschichten Leben befindet.
Am 7. März 2013 gaben russische Wissenschaftler bekannt, in den Proben aus dem See eine neue unbekannte Bakterienart gefunden zu haben. Dies erwies sich jedoch als falsch.
Proben von Akkretionseis (also nicht direkt aus dem See) wurden in den 1990er Jahren von einem US-amerikanischen Team unter der Leitung von Scott O. Rogers entnommen und analysiert. Im Juli 2013 gab Rogers die oben genannten Ergebnisse der Nukleinsäureanalyse dieser Proben bekannt, die indirekt auf vielfältiges Leben im Wostoksee hinweisen.